# Клубний чемпіонат світу з футболу 2001
Клубний чемпіонат світу з футболу 2001 року — клубний чемпіонат світу, що мав пройти у Іспанії з 28 липня по 12 серпня 2001 року.
Цей чемпіонат повинен був стати другим після бразильського. Однак, через банкрутство ISL — швейцарського партнера ФІФА — турнір не відбувся.
18 травня 2001 року ФІФА оголосило, що турнір буде перенесений на 2003 з трьох причин:
- завантаженість календаря клубів;
- економічні проблеми в країнах деяких учасників;
- фінансові проблеми ISL.

Турнір у 2003 році також не відбувся, він кілька разів переносився і другий Клубний чемпіонат світу з футболу відбувся лише в 2005 році в Японії.

## Учасники
У розіграші мали взяти участь 12 команд, розподілені по трьох групах. Переможці груп, а також найкраще друге місце виходили до півфіналу.
| Аль-Хіляль           | Саудівська Аравія | Переможець Ліги чемпіонів АФК 2000                    |
| Бока Хуніорс         | Аргентина         | Переможець Кубка Лібертадорес 2000                    |
| Палмейрас            | Бразилія          | Переможець Кубка Лібертадорес 1999                    |
| Гартс оф Оук         | Гана              | Переможець Ліги чемпіонів КАФ 2000                    |
| Лос-Анджелес Гелаксі | США               | Переможець Кубка Чемпіонів КОНКАКАФ 2000              |
| Джубіло Івата        | Японія            | Переможець Суперкубка Азії з футболу 1999             |
| Воллонгонг Вулвз     | Австралія         | Переможець Кубка чемпіонів ОФК 2000/01                |
| Замалек              | Єгипет            | Переможець Кубка володарів кубків КАФ 2000            |
| Галатасарай          | Туреччина         | Переможець Кубка УЄФА 1999/00 та Суперкубка УЄФА 2000 |
| Реал Мадрид          | Іспанія           | Переможець Ліги чемпіонів УЄФА 1999/00                |
| Депортіво Ла-Корунья | Іспанія           | Переможець Чемпіонату Іспанії з футболу 1999/00       |
| Олімпія              | Гондурас          | Фіналіст Кубка чемпіонів КОНКАКАФ 2000                |

## Стадіони
| Ла-Корунья                                                                            | Сантьяго-де-Компостела | Мадрид             | Мадрид             |
| ------------------------------------------------------------------------------------- | ---------------------- | ------------------ | ------------------ |
| Ріасор                                                                                | Сан-Ласаро             | Вісенте Кальдерон  | Сантьяго Бернабеу  |
| Місткість : 34 600                                                                    | Місткість : 14 000     | Місткість : 55 005 | Місткість : 81 254 |
|                                                                                       |                        |                    |                    |
| Ла-Корунья Сантьяго-де-Компостела Мадридclass=notpageimage\| Місця проведення турніру |                        |                    |                    |

## Групи

### Група A
| М | Команда              | І | В | Н | П | ГЗ | ГП | РМ | О |
| - | -------------------- | - | - | - | - | -- | -- | -- | - |
| 1 | Бока Хуніорс         | 0 | 0 | 0 | 0 | 0  | 0  | 0  | 0 |
| 2 | Депортіво Ла-Корунья | 0 | 0 | 0 | 0 | 0  | 0  | 0  | 0 |
| 3 | Воллонгонг Вулвз     | 0 | 0 | 0 | 0 | 0  | 0  | 0  | 0 |
| 4 | Замалек              | 0 | 0 | 0 | 0 | 0  | 0  | 0  | 0 |

### Група B
| М | Команда     | І | В | Н | П | ГЗ | ГП | О |
| - | ----------- | - | - | - | - | -- | -- | - |
| 1 | Аль-Хіляль  | 0 | 0 | 0 | 0 | 0  | 0  | 0 |
| 2 | Галатасарай | 0 | 0 | 0 | 0 | 0  | 0  | 0 |
| 3 | Олімпія     | 0 | 0 | 0 | 0 | 0  | 0  | 0 |
| 4 | Палмейрас   | 0 | 0 | 0 | 0 | 0  | 0  | 0 |

### Група C
| М | Команда              | І | В | Н | П | ГЗ | ГП | О |
| - | -------------------- | - | - | - | - | -- | -- | - |
| 1 | Гартс оф Оук         | 0 | 0 | 0 | 0 | 0  | 0  | 0 |
| 2 | Джубіло Івата        | 0 | 0 | 0 | 0 | 0  | 0  | 0 |
| 3 | Лос-Анджелес Гелаксі | 0 | 0 | 0 | 0 | 0  | 0  | 0 |
| 4 | Реал Мадрид          | 0 | 0 | 0 | 0 | 0  | 0  | 0 |

## Розклад

### Група A
| Дата          | Стадіон                            | Матч | Команди                                 |
| ------------- | ---------------------------------- | ---- | --------------------------------------- |
| 28 липня 2001 | Ріасор, Ла-Корунья                 | 1    | Бока Хуніорс — Депортіво Ла-Корунья     |
| 29 липня 2001 | Ріасор, Ла-Корунья                 | 2    | Замалек — Воллонгонг Вулвз              |
| 1 серпня 2001 | Ріасор, Ла-Корунья                 | 3    | Бока Хуніорс — Замалек                  |
| 1 серпня 2001 | Ріасор, Ла-Корунья                 | 4    | Депортіво Ла-Корунья — Воллонгонг Вулвз |
| 4 серпня 2001 | Сан-Ласаро, Сантьяго-де-Компостела | 5    | Воллонгонг Вулвз — Бока Хуніорс         |
| 4 серпня 2001 | Сан-Ласаро, Сантьяго-де-Компостела | 6    | Депортіво Ла-Корунья — Замалек          |

### Група B
| Дата          | Стадіон                   | Матч | Команди                  |
| ------------- | ------------------------- | ---- | ------------------------ |
| 29 липня 2001 | Вісенте Кальдерон, Мадрид | 7    | Палмейрас — Олімпія      |
| 30 липня 2001 | Вісенте Кальдерон, Мадрид | 8    | Галатасарай — Аль-Хіляль |
| 2 серпня 2001 | Вісенте Кальдерон, Мадрид | 9    | Олімпія — Галатасарай    |
| 2 серпня 2001 | Вісенте Кальдерон, Мадрид | 10   | Палмейрас — Аль-Хіляль   |
| 5 серпня 2001 | Сантьяго Бернабеу, Мадрид | 11   | Аль-Хіляль — Олімпія     |
| 5 серпня 2001 | Вісенте Кальдерон, Мадрид | 12   | Галатасарай — Палмейрас  |

### Група C
| Дата          | Стадіон                   | Матч | Команди                              |
| ------------- | ------------------------- | ---- | ------------------------------------ |
| 31 липня 2001 | Сантьяго Бернабеу, Мадрид | 13   | Реал Мадрид — Джубіло Івата          |
| 31 липня 2001 | Сантьяго Бернабеу, Мадрид | 14   | Гартс оф Оук — Лос-Анджелес Гелаксі  |
| 2 серпня 2001 | Сантьяго Бернабеу, Мадрид | 15   | Джубіло Івата — Гартс оф Оук         |
| 2 серпня 2001 | Сантьяго Бернабеу, Мадрид | 16   | Лос-Анджелес Гелаксі — Реал Мадрид   |
| 5 серпня 2001 | Вісенте Кальдерон, Мадрид | 17   | Лос-Анджелес Гелаксі — Джубіло Івата |
| 5 серпня 2001 | Сантьяго Бернабеу, Мадрид | 18   | Реал Мадрид — Гартс оф Оук           |

### Півфінали
| Дата          | Стадіон                   | Матч | Команди               |
| ------------- | ------------------------- | ---- | --------------------- |
| 9 серпня 2001 | Ріасор, Ла-Корунья        | 19   | A1 — B1               |
| 9 серпня 2001 | Сантьяго Бернабеу, Мадрид | 20   | C1 — Найкраще 2 місце |

### Фінал
| Дата           | Стадіон                   | Матч | Команди                       |
| -------------- | ------------------------- | ---- | ----------------------------- |
| 12 серпня 2001 | Сантьяго Бернабеу, Мадрид | 21   | Переможець 19 — Переможець 20 |